# 1896年8月9日の日食
1896年8月9日の日食（1896ねん8がつここのかのにっしょく）は、アジア中部・北部と東ヨーロッパで観測された。場所によっては皆既日食を観測できた。特記のない限り、時刻はUTCによる。また、中心食についての情報はによる。

## 中心食
中心食帯はノルウェー海に始まり、スカンディナビア半島北部、バレンツ海、ノバヤゼムリャ、カラ海を経てシベリアに上陸した。そこから南東に進み、沿海州北西部の北緯54度24分 東経132度12分 / 北緯54.4度 東経132.2度で5時9分6秒に最大食分1.0392、継続時間2分43秒、中心食帯の幅181.6 kmの中心食を迎えた。その後は樺太をかすめて北海道を通過し、ミッドウェー諸島南方の海上で終わった。

### 中心食帯に入った国・主要都市
- スウェーデン＝ノルウェー
  - ナルヴィク
  - キルナ
- ロシア帝国
  - ペルムスコエ
- 大日本帝国
  - 宗谷
  - 紋別
  - 釧路
  - 根室

## 観測
この日食は王立天文学会が初めて遠征観測を行った日食である。観測団はノルウェーのVadsøで観測を行ったが、悪天候のため失敗した。しかし、ノバヤゼムリャでは観測に成功した。
日本では北海道の道東が皆既日食帯に入り、厚岸、根室、紋別などでは悪天候のため観測できず、釧路では観測できた。枝幸においては米国のデイヴィッド・ペック・トッドと仏国のアンリ・デランドルが観測のために来日し、東京天文台長の寺尾寿も加わったが、やはり観測に失敗した。